# República Popular China en la Copa Mundial de Fútbol de 2002
La selección de China fue uno de los 32 equipos participantes en la Copa Mundial de Fútbol de 2002, torneo que se llevó a cabo del 31 de mayo al 30 de junio en Corea del Sur y Japón.

## Clasificación

### Primera ronda
| Equipo    | Pts | PJ | PG | PE | PP | GF | GC | DG  |
| --------- | --- | -- | -- | -- | -- | -- | -- | --- |
| China     | 18  | 6  | 6  | 0  | 0  | 25 | 3  | +22 |
| Indonesia | 12  | 6  | 4  | 0  | 2  | 16 | 7  | +9  |
| Maldivas  | 4   | 6  | 1  | 1  | 4  | 8  | 19 | -11 |
| Camboya   | 1   | 6  | 0  | 1  | 5  | 2  | 22 | -20 |

| Fecha               | Lugar   | Local     | Resultado  | Visitante |
| ------------------- | ------- | --------- | ---------- | --------- |
| 22 de abril de 2001 | Xi'an   | China     | 10:1 (4:0) | Maldivas  |
| 28 de abril de 2001 | Malé    | Maldivas  | 0:1 (0:1)  | China     |
| 6 de mayo de 2001   | Nom Pen | Camboya   | 0:4 (0:2)  | China     |
| 13 de mayo de 2001  | Kunming | China     | 5:1 (0:1)  | Indonesia |
| 20 de mayo de 2001  | Cantón  | China     | 3:1 (2:1)  | Camboya   |
| 27 de mayo de 2001  | Yakarta | Indonesia | 0:2 (0:1)  | China     |

### Ronda final
| Equipo                 | Pts | PJ | PG | PE | PP | GF | GC | DG  |
| ---------------------- | --- | -- | -- | -- | -- | -- | -- | --- |
| China                  | 19  | 8  | 6  | 1  | 1  | 13 | 2  | +11 |
| Emiratos Árabes Unidos | 11  | 8  | 3  | 2  | 3  | 10 | 11 | -1  |
| Uzbekistán             | 10  | 8  | 3  | 1  | 4  | 13 | 14 | -1  |
| Catar                  | 9   | 8  | 2  | 3  | 3  | 10 | 10 | 0   |
| Omán                   | 6   | 8  | 1  | 3  | 4  | 7  | 16 | -9  |

| Fecha                    | Lugar    | Local                  | Resultado | Visitante              |
| ------------------------ | -------- | ---------------------- | --------- | ---------------------- |
| 25 de agosto de 2001     | Shenyang | China                  | 3:0 (3:0) | Emiratos Árabes Unidos |
| 31 de agosto de 2001     | Mascate  | Omán                   | 0:2 (0:0) | China                  |
| 7 de septiembre de 2001  | Doha     | Catar                  | 1:1 (1:0) | China                  |
| 15 de septiembre de 2001 | Shenyang | China                  | 2:0 (0:0) | Uzbekistán             |
| 27 de septiembre de 2001 | Abu Dabi | Emiratos Árabes Unidos | 0:1 (0:1) | China                  |
| 7 de octubre de 2001     | Shenyang | China                  | 1:0 (1:0) | Omán                   |
| 13 de octubre de 2001    | Shenyang | China                  | 3:0 (2:0) | Catar                  |
| 19 de octubre de 2001    | Taskent  | Uzbekistán             | 1:0 (0:0) | China                  |

### Goleadores
| Goles | Futbolistas                                                      |
| ----- | ---------------------------------------------------------------- |
| 7     | Xie Hui                                                          |
| 4     | Fan Zhiyi, Li Weifeng, Qi Hong                                   |
| 3     | Xu Yunlong                                                       |
| 2     | Wu Chengying, Yang Chen, Li Jinyu, Qu Bo, Ma Mingyu, Hao Haidong |
| 1     | Li Bing, Li Xiaopeng, Yu Genwei, Su Maozhen                      |

## Lista de jugadores
Entrenador:  Bora Milutinović
| No. | Pos. | Jugador       | Fecha de nacimiento (edad)         | Apa. | Club                |
| --- | ---- | ------------- | ---------------------------------- | ---- | ------------------- |
| 1   | POR  | An Qi         | 21 de junio de 1981 (20 años)      | 5    | Dalian Shide        |
| 2   | DEF  | Zhang Enhua † | 28 de abril de 1973 (29 años)      | 65   | Dalian Shide        |
| 3   | DEF  | Yang Pu       | 30 de marzo de 1978 (24 años)      | 14   | Beijing Guoan       |
| 4   | DEF  | Wu Chengying  | 21 de abril de 1975 (27 años)      | 53   | Shanghái Shenhua    |
| 5   | DEF  | Fan Zhiyi     | 6 de noviembre de 1969 (32 años)   | 105  | Dundee              |
| 6   | MED  | Shao Jiayi    | 10 de abril de 1980 (22 años)      | 18   | Beijing Guoan       |
| 7   | DEF  | Sun Jihai     | 30 de septiembre de 1977 (24 años) | 59   | Manchester City     |
| 8   | MED  | Li Tie        | 18 de mayo de 1977 (25 años)       | 76   | Liaoning            |
| 9   | MED  | Ma Mingyu     | 4 de febrero de 1970 (32 años)     | 91   | Sichuan Guancheng   |
| 10  | DEL  | Hao Haidong   | 9 de mayo de 1970 (32 años)        | 95   | Dalian Shide        |
| 11  | MED  | Yu Genwei     | 7 de enero de 1974 (28 años)       | 17   | Tianjin Teda        |
| 12  | DEL  | Su Maozhen    | 30 de julio de 1972 (29 años)      | 43   | Shandong Luneng     |
| 13  | MED  | Gao Yao       | 13 de julio de 1977 (24 años)      | 4    | Shandong Luneng     |
| 14  | DEF  | Li Weifeng    | 1 de diciembre de 1978 (23 años)   | 55   | Shenzhen Pingan     |
| 15  | MED  | Zhao Junzhe   | 18 de abril de 1979 (23 años)      | 13   | Liaoning Whowin     |
| 16  | DEL  | Qu Bo         | 15 de julio de 1981 (20 años)      | 16   | Qingdao Hainiu      |
| 17  | DEF  | Du Wei        | 9 de febrero de 1982 (20 años)     | 7    | Shanghái Shenhua    |
| 18  | MED  | Li Xiaopeng   | 20 de junio de 1975 (26 años)      | 26   | Shandong Luneng     |
| 19  | MED  | Qi Hong       | 3 de junio de 1976 (25 años)       | 36   | Shanghái Zhongyuan  |
| 20  | DEL  | Yang Chen     | 17 de enero de 1974 (28 años)      | 26   | Eintracht Frankfurt |
| 21  | DEF  | Xu Yunlong    | 17 de febrero de 1979 (23 años)    | 20   | Beijing Guoan       |
| 22  | POR  | Jiang Jin     | 7 de octubre de 1969 (32 años)     | 52   | Tianjin Teda        |
| 23  | POR  | Ou Chuliang   | 26 de agosto de 1968 (33 años)     | 74   | Yunnan Hongta       |

## Participación

### Grupo C
| Equipo     | Pts | PJ | PG | PE | PP | GF | GC | DG |
| ---------- | --- | -- | -- | -- | -- | -- | -- | -- |
| Brasil     | 9   | 3  | 3  | 0  | 0  | 11 | 3  | +8 |
| Turquía    | 4   | 3  | 1  | 1  | 1  | 5  | 3  | +2 |
| Costa Rica | 4   | 3  | 1  | 1  | 1  | 5  | 6  | -1 |
| China      | 0   | 3  | 0  | 0  | 3  | 0  | 9  | -9 |

#### China vs. Costa Rica
| 4 de junio de 2002, 15:30 (UTC+9) | China | 0:2 (0:0) | Costa Rica             | Gwangju World Cup Stadium, Gwangju                         |                                                            |
|                                   |       | Reporte   | Gómez 61' · Wright 65' | Asistencia: 27.217 espectadores Árbitro(s): Kyros Vassaras | Asistencia: 27.217 espectadores Árbitro(s): Kyros Vassaras |

| China | Costa Rica |

|                  |    |              |     |     |
|                  |    |              |     |     |
| POR              | 22 | Jiang Jin    |     |     |
| DEF              | 4  | Wu Chengying |     |     |
| DEF              | 5  | Fan Zhiyi    |     | 74' |
| DEF              | 7  | Sun Jihai    |     | 26' |
| DEF              | 14 | Li Weifeng   |     |     |
| DEF              | 21 | Xu Yunlong   | 72' |     |
| MED              | 8  | Li Tie       | 60' |     |
| MED              | 9  | Ma Mingyu    |     |     |
| MED              | 18 | Li Xiaopeng  | 77' |     |
| DEL              | 10 | Hao Haidong  |     |     |
| DEL              | 20 | Yang Chen    |     | 66' |
| Suplentes:       |    |              |     |     |
| POR              | 1  | An Qi        |     |     |
| POR              | 23 | Ou Chuliang  |     |     |
| DEF              | 2  | Zhang Enhua  |     |     |
| DEF              | 3  | Yang Pu      |     |     |
| DEF              | 17 | Du Wei       |     |     |
| MED              | 6  | Shao Jiayi   |     |     |
| MED              | 11 | Yu Genwei    |     | 74' |
| MED              | 13 | Gao Yao      |     |     |
| MED              | 15 | Zhao Junzhe  |     |     |
| MED              | 19 | Qi Hong      |     |     |
| DEL              | 12 | Su Maozhen   |     | 66' |
| DEL              | 16 | Qu Bo        |     | 26' |
| Entrenador:      |    |              |     |     |
| Bora Milutinović |    |              |     |     |

|                     |    |                     |     |     |
|                     |    |                     |     |     |
| POR                 | 1  | Erick Lonnis        |     |     |
| DEF                 | 3  | Luis Marín          | 15' |     |
| DEF                 | 4  | Mauricio Wright     |     |     |
| DEF                 | 5  | Gilberto Martínez   |     |     |
| DEF                 | 15 | Harold Wallace      |     | 70' |
| DEF                 | 22 | Carlos Castro       |     |     |
| MED                 | 8  | Mauricio Solís      | 17' |     |
| MED                 | 10 | Walter Centeno      | 85' |     |
| DEL                 | 7  | Rolando Fonseca     |     | 57' |
| DEL                 | 9  | Paulo Wanchope      |     | 80' |
| DEL                 | 11 | Rónald Gómez        | 79' |     |
| Suplentes:          |    |                     |     |     |
| POR                 | 18 | Álvaro Mesén        |     |     |
| POR                 | 23 | Léster Morgan       |     |     |
| DEF                 | 2  | Jervis Drummond     |     |     |
| DEF                 | 14 | Juan José Rodríguez |     |     |
| DEF                 | 21 | Pablo Chinchilla    |     |     |
| MED                 | 6  | Wilmer López        |     | 80' |
| MED                 | 13 | Daniel Vallejos     |     |     |
| MED                 | 19 | Rodrigo Cordero     |     |     |
| DEL                 | 12 | Winston Parks       |     |     |
| DEL                 | 16 | Steven Bryce        |     | 70' |
| DEL                 | 17 | Hernán Medford      |     | 57' |
| DEL                 | 20 | William Sunsing     |     |     |
| Entrenador:         |    |                     |     |     |
| Alexandre Guimarães |    |                     |     |     |

| Jugador del Partido: Rónald Gómez Árbitros asistentes: Carlos Matos Jaap Pool Cuarto árbitro: Anders Frisk | Reglas del partido - 90 minutos. - Doce suplentes convocados. - Máximo de tres sustituciones. |

#### Brasil vs. China
| 8 de junio de 2002, 20:30 (UTC+9) | Brasil                                                                 | 4:0 (3:0) | China | Jeju World Cup Stadium, Seogwipo                         |                                                          |
|                                   | Roberto Carlos 15' · Rivaldo 32' · Ronaldinho 45' (pen.) · Ronaldo 55' | Reporte   |       | Asistencia: 36.750 espectadores Árbitro(s): Anders Frisk | Asistencia: 36.750 espectadores Árbitro(s): Anders Frisk |

| Brasil | China |

|                     |    |                  |     |     |
|                     |    |                  |     |     |
| POR                 | 1  | Marcos           |     |     |
| DEF                 | 2  | Cafu             |     |     |
| DEF                 | 3  | Lúcio            |     |     |
| DEF                 | 4  | Roque Júnior     | 69' |     |
| DEF                 | 6  | Roberto Carlos   |     |     |
| DEF                 | 14 | Anderson Polga   |     |     |
| MED                 | 8  | Gilberto Silva   |     |     |
| MED                 | 10 | Rivaldo          |     |     |
| MED                 | 11 | Ronaldinho       | 25' | 46' |
| MED                 | 19 | Juninho Paulista |     | 70' |
| DEL                 | 9  | Ronaldo          |     | 72' |
| Suplentes:          |    |                  |     |     |
| POR                 | 12 | Dida             |     |     |
| POR                 | 22 | Rogério Ceni     |     |     |
| DEF                 | 5  | Edmílson         |     |     |
| DEF                 | 13 | Juliano Belletti |     |     |
| DEF                 | 16 | Júnior           |     |     |
| MED                 | 7  | Ricardinho       |     | 70' |
| MED                 | 15 | Kléberson        |     |     |
| MED                 | 18 | Vampeta          |     |     |
| DEL                 | 17 | Denílson         |     | 46' |
| DEL                 | 20 | Edílson          |     | 72' |
| DEL                 | 21 | Luizão           |     |     |
| DEL                 | 23 | Kaká             |     |     |
| Entrenador:         |    |                  |     |     |
| Luiz Felipe Scolari |    |                  |     |     |

|                  |    |              |  |     |
|                  |    |              |  |     |
| POR              | 22 | Jiang Jin    |  |     |
| DEF              | 4  | Wu Chengying |  |     |
| DEF              | 14 | Li Weifeng   |  |     |
| DEF              | 17 | Du Wei       |  |     |
| DEF              | 21 | Xu Yunlong   |  |     |
| MED              | 8  | Li Tie       |  |     |
| MED              | 9  | Ma Mingyu    |  | 62' |
| MED              | 15 | Zhao Junzhe  |  |     |
| MED              | 18 | Li Xiaopeng  |  |     |
| MED              | 19 | Qi Hong      |  | 66' |
| DEL              | 10 | Hao Haidong  |  | 75' |
| Suplentes:       |    |              |  |     |
| POR              | 1  | An Qi        |  |     |
| POR              | 23 | Ou Chuliang  |  |     |
| DEF              | 2  | Zhang Enhua  |  |     |
| DEF              | 3  | Yang Pu      |  | 62' |
| DEF              | 5  | Fan Zhiyi    |  |     |
| DEF              | 7  | Sun Jihai    |  |     |
| MED              | 6  | Shao Jiayi   |  | 66' |
| MED              | 11 | Yu Genwei    |  |     |
| MED              | 13 | Gao Yao      |  |     |
| DEL              | 12 | Su Maozhen   |  |     |
| DEL              | 16 | Qu Bo        |  | 75' |
| DEL              | 20 | Yang Chen    |  |     |
| Entrenador:      |    |              |  |     |
| Bora Milutinović |    |              |  |     |

| Jugador del Partido: Roberto Carlos Árbitros asistentes: Leif Lindberg Bomer Fierro Cuarto árbitro: Ali Bujsaim | Reglas del partido - 90 minutos. - Doce suplentes convocados. - Máximo de tres sustituciones. |

#### Turquía vs. China
| 13 de junio de 2002, 15:30 (UTC+9) | Turquía                                | 3:0 (2:0) | China | Seoul World Cup Stadium, Seúl                          |                                                        |
|                                    | Hasan Şaş 6' · Korkmaz 9' · Davala 85' | Reporte   |       | Asistencia: 43.605 espectadores Árbitro(s): Óscar Ruiz | Asistencia: 43.605 espectadores Árbitro(s): Óscar Ruiz |

| Turquía | China |

|             |    |                  |     |     |
|             |    |                  |     |     |
| POR         | 1  | Rüştü Reçber     |     | 35' |
| DEF         | 2  | Emre Aşık        | 19' |     |
| DEF         | 3  | Bülent Korkmaz   |     |     |
| DEF         | 4  | Fatih Akyel      |     |     |
| DEF         | 20 | Hakan Ünsal      |     |     |
| MED         | 8  | Tugay Kerimoğlu  |     | 84' |
| MED         | 10 | Yıldıray Baştürk |     | 70' |
| MED         | 21 | Emre Belözoğlu   | 30' |     |
| MED         | 22 | Ümit Davala      |     |     |
| DEL         | 9  | Hakan Şükür      |     |     |
| DEL         | 11 | Hasan Şaş        | 81' |     |
| Suplentes:  |    |                  |     |     |
| POR         | 12 | Ömer Çatkıç      |     | 35' |
| POR         | 23 | Zafer Özgültekin |     |     |
| DEF         | 5  | Alpay Özalan     |     |     |
| DEF         | 16 | Ümit Özat        |     |     |
| MED         | 7  | Okan Buruk       |     |     |
| MED         | 13 | Muzzy Izzet      |     |     |
| MED         | 14 | Tayfur Havutçu   |     | 84' |
| MED         | 18 | Ergün Penbe      |     |     |
| MED         | 19 | Abdullah Ercan   |     |     |
| DEL         | 6  | Arif Erdem       |     |     |
| DEL         | 15 | Nihat Kahveci    |     |     |
| DEL         | 17 | İlhan Mansız     |     | 70' |
| Entrenador: |    |                  |     |     |
| Şenol Güneş |    |                  |     |     |

|                  |    |              |       |     |
|                  |    |              |       |     |
| POR              | 22 | Jiang Jin    |       |     |
| DEF              | 3  | Yang Pu      | 45+1' |     |
| DEF              | 4  | Wu Chengying |       | 46' |
| DEF              | 14 | Li Weifeng   | 62'   |     |
| DEF              | 17 | Du Wei       |       |     |
| DEF              | 21 | Xu Yunlong   |       |     |
| MED              | 8  | Li Tie       |       |     |
| MED              | 15 | Zhao Junzhe  |       |     |
| MED              | 18 | Li Xiaopeng  |       |     |
| DEL              | 10 | Hao Haidong  |       | 73' |
| DEL              | 20 | Yang Chen    |       | 73' |
| Suplentes:       |    |              |       |     |
| POR              | 1  | An Qi        |       |     |
| POR              | 23 | Ou Chuliang  |       |     |
| DEF              | 2  | Zhang Enhua  |       |     |
| DEF              | 5  | Fan Zhiyi    |       |     |
| DEF              | 7  | Sun Jihai    |       |     |
| MED              | 6  | Shao Jiayi   | 58'   | 46' |
| MED              | 9  | Ma Mingyu    |       |     |
| MED              | 11 | Yu Genwei    |       | 73' |
| MED              | 13 | Gao Yao      |       |     |
| MED              | 19 | Qi Hong      |       |     |
| DEL              | 12 | Su Maozhen   |       |     |
| DEL              | 16 | Qu Bo        |       | 73' |
| Entrenador:      |    |              |       |     |
| Bora Milutinović |    |              |       |     |

| Jugador del Partido: Hasan Şaş Árbitros asistentes: Ali Tomusange Curtis Charles Cuarto árbitro: Byron Moreno | Reglas del partido - 90 minutos. - Doce suplentes convocados. - Máximo de tres sustituciones. |